# Herbert Benson
Herbert Benson (* 24. April 1935 in Yonkers, New York; † 3. Februar 2022 in Boston, Massachusetts) war ein US-amerikanischer Arzt und Gründer des Benson-Henry Institute for Mind Body Medicine im Massachusetts General Hospital (MGH) in Boston. Er unterrichtete Mind-Body-Medizin an der Medizinischen Fakultät in Harvard und war Direktor des Benson-Henry Institute (BHI) am MGH. Er war ein Gründungskurator des American Institute of Stress.
Benson prägte den wissenschaftlichen Begriff der Benson-Meditation (englisch relaxation response) – er schrieb auch ein Buch mit demselben Titel – und benutzte diesen Begriff, um die Fähigkeit des Körpers zu beschreiben, Entspannung von Muskeln und Organen zu stimulieren.

## Biografie
Benson schloss ein Bachelor-Studium im Fach Biologie an der Wesleyan Universität 1957 ab und begann mit einem medizinischen Studiengang an der Harvard Medical School, wo ihm 1961 sein Berufsdoktorat (MD) verliehen wurde. Anschließend besuchte er postdoktorale Kurse am King County Hospital in Seattle; am University Hospital der University of Washington in Seattle, am National Heart Institute in Bethesda, an der University of Puerto Rico und am Thorndike Memorial Laboratory des Boston City Hospital.
1969 wurde er Dozent für Physiologie, im Jahr darauf Assistenzprofessor für Medizin und 1972 außerordentlicher Professor für Medizin an der Harvard Medical School. 1977 wurde er zum außerordentlichen Professor am Beth Israel Hospital (NY) ernannt. Diesen Posten hatte er bis 1987 inne. Anschließend kehrte er zur Medizinischen Fakultät der Harvard University zurück. Mit der Schaffung des Mind/Body Instituts an der Harvard University 1992, wurde er wieder außerordentlicher Professor, dann ordentlicher Professor.
Ab 1974 war er praktizierender Arzt am Beth Israel Hospital. Zwischen 1990 und 1997 unterrichtete er Medizin und Religion an der Andover Newton Theological School, Newton Centre.
Benson wurde 1988 der Gründungsvorsitzende des Mind/Body Medical Institute der Harvard Medical School. Er gründete 2006 das Benson-Henry Institute für Mind-Body-Medizin am Massachusetts General Hospital und wurde dessen Direktor.
1988 wurde er Leiter der Studie über den therapeutischen Effekt von Fürbitten (englisch Study of the Therapeutic Effects of Intercessory Prayer – STEP oder auch Great Prayer Experiment genannt). Als Ergebnis, 2006 veröffentlicht, kam man zu dem Schluss, dass Fürbitten keine positive Auswirkung auf Patienten nach koronaren Bypass-Operationen haben. Dennoch glaubt er weiterhin an positive Auswirkungen von Gebeten auf die Genesung.
Benson war verheiratet mit Marilyn Benson. Aus der Verbindung gingen zwei Kinder, Jennifer und Gregory, hervor.

### Besondere Projekte

#### Mind-Body-Medizin
In den 1960er-Jahren, also während seiner Zeit an der Harvard Medical School, leistete er Pionierarbeit in der Geist-Körper-Forschung. Der Fokus lag dabei auf Stress und der so genannten Benson-Meditation (engl. relaxation response). In seiner Forschung werden Geist und Körper als Einheit angesehen; dadurch kann Meditation eine signifikante Rolle bei Stressreaktionen spielen. Er forschte weiterhin zum medizinischen Zusammenhang von Körper und Geist. Benson führte das Wort relaxation response als wissenschaftlichen Alternativbegriff für Meditation ein. Er meinte, dass relaxation response die Fähigkeit hat, im Körper verminderte Muskel- und Organaktivität wieder neu anzuregen. Sie ist gegenläufig zur Kampf-oder-Flucht-Reaktion. Gemeinsam mit Keith Wallace beobachtete er, dass Benson-Meditation den Stoffwechsel, Atemfrequenz, Puls und Gehirnaktivität reduziert.

#### Fürbitten-Studie
Benson begann 1988 mit einem Forschungsprojekt, das die Wirksamkeit von Gebeten bei Patienten, die sich einer Koronararterien-Bypass-Operation unterzogen, als Ziel hatte. Das Projekt wurde von der John Templeton Stiftung finanziert und verstand sich keineswegs als Gottesbeweis oder Widerlegung. Diese „Studie über den therapeutischen Effekt von Fürbitten“ wurde als „das große Gebetsexperiment“ weitläufig bekannt und wurde als „die intensivste Untersuchung aller Zeiten, ob durch Gebete Krankheiten geheilt werden können“, beschrieben. Im Versuch wurden drei Gruppen von Patienten unterschieden:
- jene, für die gebetet wurde, die aber darüber im Unklaren gelassen wurden,
- jene, für die nicht gebetet wurde und die ebenfalls im Unklaren gelassen wurden und schließlich
- jene, die sicher waren, dass für sie gebetet wurde.

Das Ergebnis wurde 2006 veröffentlicht und zeigte, dass Fürbittengebete keine heilungsunterstützende Wirkung auf Patienten mit Koronararterien-Bypass hatten. Tatsächlich brachte es eine höhere Komplikations-Häufigkeit mit sich, wenn die Gewissheit bestand, Inhalt eines Fürbittengebetes zu sein.

## Ehrungen und Auszeichnungen
- 1961 Mosby Stipendium an der Harvard Medical School
- 1967–1969 Medical Foundation Fellowship
- 1976 Fellow vom American College of Cardiology
- 1976 Medical Self-Care Award
- 1988 Honorary President, Chinese Society of Behavioral Medicine and Biofeedback
- 1992 Distinguished Alumnus Award der Wesleyan University
- 1997 Doctor of Humane Letters des Becker College, ehrenhalber
- 2000 Doctor of Professional Studies des Cedar Crest College, ehrenhalber
- 2000 Hans Selye Award
- 2002 Doctor of Humane Letters des Lasell College
- 2002 National Samaritan Award des The Samaritan Institute
- 2007 Doctor of Humane Letters der Massachusetts School of Professional Psychology
- 2009 Mani Bhaumik Award des The Cousins Center for Psychoneuroimmunology der University of California, Los Angeles

## Veröffentlichungen
Benson veröffentlichte mehr als 190 wissenschaftlichen Publikationen und 12 Bücher. Es wurden mehr als 5 Millionen Ausgaben seiner Bücher in mehreren Sprachen gedruckt.
- The Relaxation Response, 1975. ISBN 978-0-688-02955-5
- The Mind/Body Effect: How behavioral medicine can show you the way to better health , 1979. ISBN 978-0-671-24143-8
- Beyond the Relaxation Response, 1984
- Your Maximum Mind, 1987
- 'Contributor – 'MindScience: An East-West Dialogue Daniel Goleman und Robert A. F. Thurman Editors, Wisdom Publications, 1991. ISBN 978-0-86171-066-9
- The Wellness Book, 1992 Deutsche Ausgabe: Das grosse Wellness-Buch, 1995
- Timeless Healing: The Power and Biology of Belief, 1996. ISBN 978-0-7881-5775-2 Deutsche Ausgabe: Heilung durch Glauben, 1997 ISBN 978-3-453-14671-6
- The Relaxation Response – Updated and Expanded (25th Anniversary Edition), 2000
- The Breakout Principle, 2003
- Mind Over Menopause, 2004
- Mind Your Heart, 2004. ISBN 978-0-7432-3702-4
- The Harvard Medical School Guide to Lowering Your Blood Pressure, 2006. ISBN 978-0-07-144801-7
- Relaxation Revolution, 2010. ISBN 978-1-4391-4865-5
- Benson, Herbert (1976). Steps to Elicit the Relaxation Response. RelaxationResponse.org. From The Relaxation Response. HarperTorch.
- Herbert Benson, John W. Lehmann, M. S. Malhotra, Ralph F. Goldman, Jeffrey Hopkins, Mark D. Epstein: Body temperature changes during the practice of g Tum-mo yoga. In: Nature. 295. Jahrgang, Nr. 5846, 1982, S. 234–236, doi:10.1038/295234a0, PMID 7035966 (englisch, Fehler (Memento des Originals vom 7. Juli 2011 im Internet Archive)).
- Benson, Herbert (1998). Staying Healthy in a Stressful World. PBS Body & Soul with Gail Harris. PBS Online: Beacon Productions.
- Carey, Benedict (2006). Long-Awaited Medical Study Questions the Power of Prayer. Mar 31. New York Times
- Kiesling, Stephen, and T. George Harris (1989). The prayer war - Herbert Benson's research on health benefits of prayer. Oct. Psychology Today.